# دردار رباعي الأسدية
دردار رباعي الأسدية (الاسم العلمي: Ulmus tetrandra) هو نوع نباتي يتبع جنس الدردار من فصيلة الدردارية.